# Michael "Paianjenul" Gianco
Michael "Paianjenul" Gianfranco-Gianco (n. 1954, Brownsville , Brooklyn – d. 1970, South Ozone Park, Queens) a fost un asociat al familiilor mafiote Lucchese și Bonanno, fiind protejatul lui Jimmy Burke. Michael era barman și era angajat la localul lui Burke, Robert's Lounge. În filmul Băieți buni este jucat de Michael Imperioli.
Cândva înainte de Iulie 1970 , Thomas DeSimone juca poker la Robert's Lounge împreună cu Angelo Sepe și Jimmy Burke . Gianco le servea jucătorilor băuturi dar a uitat de Crown Royal-ul lui DeSimone , motiv pentru care acesta a început să îl certe și să-l înjure . Gianco i-a replicat lui DeSimone cu: "Go fuck yourself Tommy (Du-te dracu' Tommy)" . Atunci DeSimone și-a scos unul din pistoale și l-a împușcat pe Gianco de trei ori în piept , acesta murind pe loc . 